# Rosemont College
Il Rosemont College è un'università privata di indirizzo cattolico con sede a Rosemont, nello stato americano della Pennsylvania.
Il college fu fondato nel 1921 dalle suore della Società del Santo Bambino Gesù. Istituzione in origine esclusivamente femminile, iniziò ad ammettere studenti di sesso maschile nel 2009.